# جامعه تيرانا الزراعية
الجامعة الزراعية في تيرانا (بالألبانية: Universiteti Bujqësor i Tiranës) هي جامعة عامة تقع في تيرانا في ألبانيا. تُوفر الجامعة عدة تخصصات دراسية في مجالات الهندسة الزراعية والبيطرية والغابات والبيئة والزراعة والأعمال التجارية وتخصصات أُخرى مماثلة.

## تاريخيا
أُنشئت الجامعة في عام 1951. أُطلق عليها آنذاك اسم «المعهد العالي للزراعة» (بالألبانية: Instituti i Lartë Bujqësor). حصلت على اسمها الحالي في عام 1991. حاليا هو المركز الفريد في ألبانيا للدراسات الجامعية والدراسات العليا والبحث العلمي والتدريب والإرشاد في مجال الزراعة والأغذية (الهندسة الزراعية، البستنة ووقاية النبات، الأعمال التجارية الزراعية، الاقتصاد والسياسة الزراعية، البيئة الزراعية والايكولوجيا، تكنولوجيا صناعة الغذاء، تربية الحيوانات والأعمال، تربية الأحياء المائية وإدارة المصايد، هندسة الغابات، الطب البيطري، إلخ.

### الأكاديميون والحجم
يبدأ حوالي 15.000 طالب دراستهم كل عام في جامعة تيرانا الزراعية. يتكون أعضاء هيئة التدريس الموجودين من 55 أستاذ و 48 أستاذ مساعد و 55 طبيبًا و 13 مُعلمًا - محاضرين و 64 مساعدًا.

#### الكليات والأقسام
تحتوي الجامعة على الكليات التالية:
- كلية الزراعة والبيئة.
- كلية الاقتصاد والأعمال الزراعية.
- كلية علوم الغابات.
- كلية الطب البيطري.
- كلية التكنولوجيا الحيوية والأغذية.